# الرابطة الدولية لأفلام الرسوم المتحركة
الجمعية الدولية لأفلام الرسوم المتحركة (بالفرنسية: Association internationale du film d'animation)‏ هي منظمة غير ربحية دولية لمجتمع الرسوم المتحركة في العالم تأسست في آنسي، فرنسا في عام 1960 من قبل محترفين في العديد من فروع الرسوم المتحركة.
لأسيفا العديد من الفروع حول العالم، وقد تأسس الفرع العربي والأفريقي الأول في مدينة الإسكندرية عام 2008 باسم آسيفا مصر [الإنجليزية].
تحتفل معظم دول العالم باليوم العالمي للرسوم المتحركة في 28 أكتوبر من كل عام تقديراً لأميل رينوفي الأداء العلني لأول مرة لرسوم المتحركة من مسرح جريفن في متحف باريس في 28/10/1892. يمتد الاحتفال على مدى أيام أو أسابيع من العروض وحلقات العمل، وهي منتشرة في 35 دولة.

## وصلات خارجية
- موقع المنظمة